# 스노 스킨 문케이크

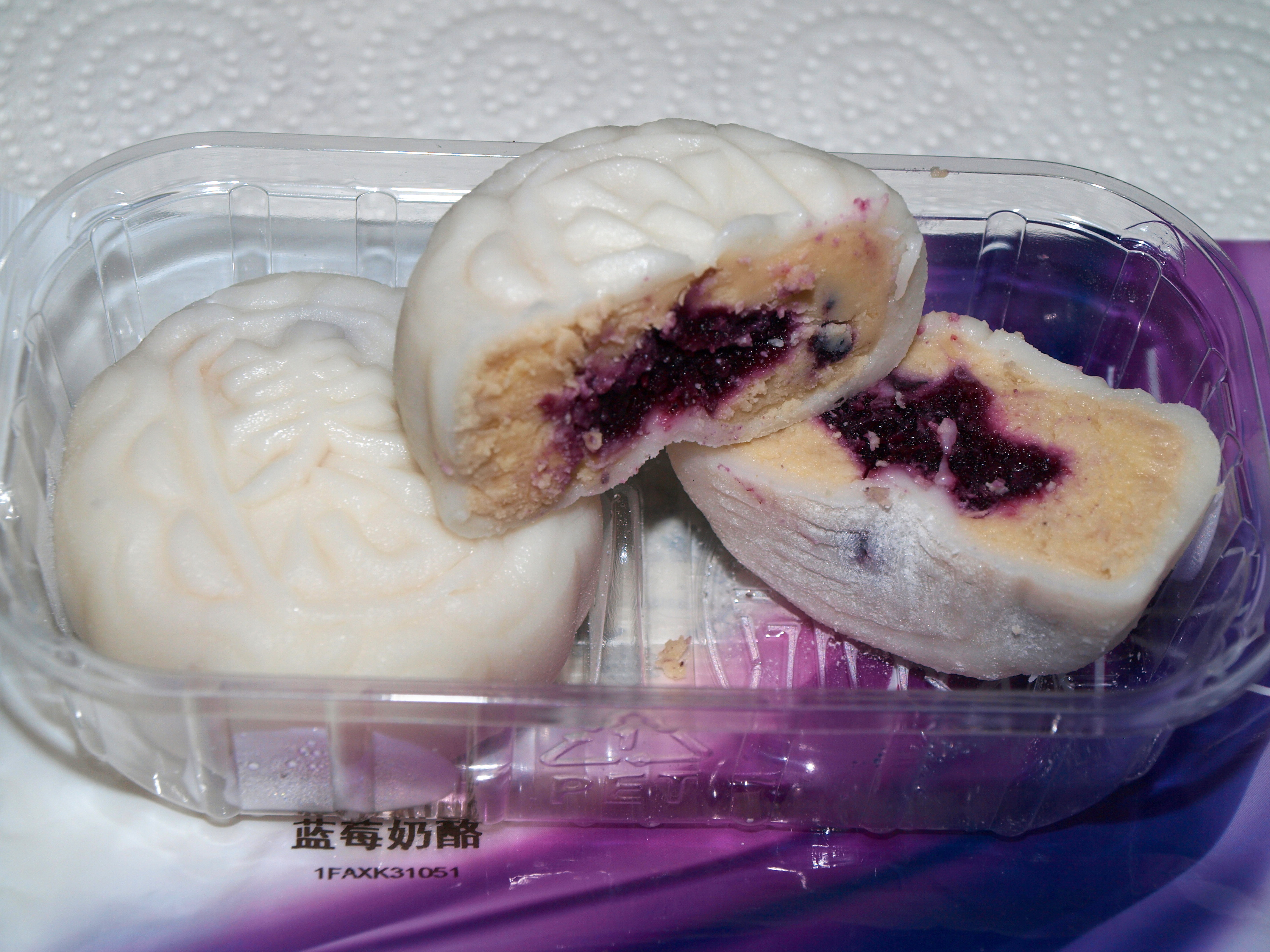

스노 스킨 문케이크(Snow skin mooncake, 冰皮月餅, 빙피월병)는 중추절 기간에 먹는 중국 음식이다. 스노 스킨 문케이크는 홍콩에서 유래된 굽지 않은 월병이다. 스노 스킨 문케이크는 마카오, 중국 본토, 대만, 싱가포르, 말레이시아, 인도네시아에서도 발견된다. 스노 스킨 문케이크는 보통 빵집에서 만들고 판매하지만, 이 월병은 전통 케이크처럼 오븐에서 굽지 않는다. 또한, 상온에서 제공되는 전통적인 월병과 달리 스노 스킨 문케이크는 일반적으로 차갑게 먹는다.

## 역사
스노 스킨 문케이크는 1960년대에 등장했다. 전통적인 광동식 월병은 소금에 절인 오리알 노른자와 연꽃씨 페이스트를 사용하여 만들어서 설탕과 기름 함량이 매우 높기 때문에 홍콩의 한 빵집에서 개발했다. 전통적인 월병은 기름진 음식이라고 생각하는 손님들이 많았기 때문에, 빵집에서는 과일을 채워서 기름을 적게 사용하여 지방이 적은 월병을 만들었다. 스노 스킨 문케이크의 또 다른 초기 개척자는 싱가포르의 포 관 케이크 하우스(宝源饼家)이다.
스노 스킨 문케이크는 1970년대부터 점차 인기를 끌었다. 당시 스노 스킨 문케이크는 '수정월병'(水晶月饼)이라고도 불렸다. "빙피월병"(冰皮月饼)이라는 이름은 1980년대 초 광고에 등장했다.

## 같이 보기
- 모찌 아이스크림
- 유키미 다이후쿠